# Бусе (Атлантска Лоара)
Бусе (фр. Boussay) насеље је и општина у западној Француској у региону Лоара, у департману Атлантска Лоара која припада префектури Нант.
По подацима из 2011. године у општини је живело 2698 становника, а густина насељености је износила 102,0 становника/km². Општина се простире на површини од 26,45 km². Налази се на средњој надморској висини од 8 метара (максималној 111 m, а минималној 27 m).

## Демографија
| 1962. | 1968. | 1975. | 1982. | 1990. | 1999. | 2011. |
| ----- | ----- | ----- | ----- | ----- | ----- | ----- |
| 2.061 | 2.106 | 2.040 | 2.161 | 2.316 | 2.361 | 2.698 |